# Stephen Covey
Stephen Covey, född 24 oktober 1932 i Salt Lake City, Utah, död 16 juli 2012 i Idaho Falls, Idaho, var en amerikansk affärsman, föreläsare och författare. Han har skrivit boken 7 goda vanor (engelska 7 Habits of Highly Effective People). 
I den svenska översättningen av boken som utkom 1990 är titeln "Att leva och verka till 100 %", som fick hög uppskattning.
Covey var bosatt i Salt Lake City, Utah och verksam vid Brigham Young University i Salt Lake City.